# Guerra del Cerdo
La guerra del Cerdo (Pig War en inglés) fue un enfrentamiento en 1859 entre las autoridades estadounidenses y británicas en la frontera entre Estados Unidos y en lo que en ese momento se consideraba América del Norte británica. El ámbito específico de la controversia fueron las islas San Juan, que se encuentran entre la isla de Vancouver y el continente de América del Norte. La guerra del Cerdo, llamado así porque fue provocada por los disparos a un cerdo, también es conocida como el episodio del Cerdo, la guerra del Cerdo y la Patata, la disputa fronteriza de San Juan o la controversia fronteriza del Noroeste. Sin pérdidas de vidas humanas, este conflicto fue un conflicto sin derramamiento de sangre.

## Antecedentes
El Tratado de Oregón de 15 de junio de 1846 resolvió la disputa fronteriza dividiendo el Territorio de Oregón y la Columbia Británica entre los Estados Unidos y el Reino Unido de Gran Bretaña e Irlanda “a lo largo del paralelo 49° de latitud norte hasta el centro del canal que separa el continente de la isla Vancouver, y de allí hacia el sur a través del centro del canal, dijo, y de Juan de Fuca, en el Océano Pacífico”.
Sin embargo, en realidad hay dos estrechos que se podría llamar el centro del canal: el estrecho de Haro, en la parte oeste de las Islas San Juan, y el estrecho de Rosario, a lo largo del lado este.
En 1846 todavía había una cierta incertidumbre acerca de la geografía de la región. Los mapas más comúnmente disponibles son los de George Vancouver, publicado en 1798, y de Charles Wilkes, publicado en 1845. En ambos casos, los mapas no son claros en las proximidades de la costa sureste de la isla de Vancouver y las Islas del Golfo. Como resultado, el estrecho de Haro tampoco es del todo claro.
En 1856 los EE. UU. y el Reino Unido de Gran Bretaña e Irlanda establecieron una Comisión de Fronteras para resolver una serie de cuestiones relativas a la frontera internacional, incluyendo el límite en aguas del Estrecho de Georgia hasta el estrecho de Juan de Fuca. Los británicos nombraron a James Charles como Primer Comisionado, George Henry Richards como Segundo Comisionado y William A. G. como secretario. Por otro lado, EE. UU. designó a Archibald Campbell como Primer Comisionado,  John Parke como Segundo Comisionado y William J. Warren como secretario. 
El 27 de junio de 1857, los comisionados estadounidenses y británicos se reunieron por primera vez a bordo del barco británico HMS Satellite, anclado en el puerto de Esquimalt. Las dos partes se reunieron en varias ocasiones en 1857 en Esquimalt Harbour y en el puerto de Nanaimo, y mantuvieron correspondencia por carta entre las reuniones. El límite del agua fue discutido entre octubre y diciembre. Se sugirió una línea de compromiso a través del Canal de San Juan, que daría a los EE. UU. todas las islas principales con excepción de las islas de San Juan. Esta oferta fue rechazada y dio por concluida la comisión, comprometiéndose a informar a sus respectivos gobiernos. Así, la ambigüedad sobre la frontera del agua se mantuvo.
Debido a esta ambigüedad, tanto los Estados Unidos como el Reino Unido reclamaron la soberanía sobre las islas de San Juan. Durante este período de soberanía en disputa, la Compañía de la Bahía de Hudson del Reino Unido estableció operaciones en San Juan y convirtió la isla en un rancho de ovejas. Mientras tanto, a mediados de 1859, de veinticinco a veintinueve colonos americanos se habían establecido.
La isla de San Juan era importante, no por su tamaño, sino como punto estratégico militar. Mientras que los británicos tenían su base en Fuerte Victoria en la Isla de Vancouver, al oeste, desde donde podían controlar el estrecho de Juan de Fuca, punto de entrada al estrecho de Haro, que conduce hasta el estrecho de Georgia, la nación que tuviera las islas San Juan sería capaz de dominar todos los estrechos que conectan el estrecho de Juan de Fuca con el estrecho de Georgia.

## El incidente del cerdo
El 15 de junio de 1859, exactamente trece años después de la adopción del Tratado de Oregón, la ambigüedad condujo a dirigir el conflicto. Lyman Cutlar, un granjero americano que se había trasladado a la isla reclamando derechos para vivir allí bajo la Ley de Donación de reclamación de tierras, encontró un gran cerdo negro hozando en su jardín. No era la primera vez que había encontrado al cerdo comiéndose sus tubérculos. Cutlar se enfadó tanto que apuntó y disparó contra el cerdo, matándolo. Resultó que el cerdo era propiedad de un granjero irlandés, Charles Griffin, que estaba contratado por la Compañía de la Bahía de Hudson para dirigir el rancho de ovejas. También era dueño de varios cerdos a los que permitía vagar libremente. Los dos habían vivido en paz hasta que ocurrió este incidente. Cutlar ofreció diez dólares a Griffin para compensar el cerdo, pero Griffin no estaba satisfecho con la oferta y exigió 100. A raíz de esta respuesta, Cutlar creía que no debería tener que pagar por el cerdo porque el cerdo había invadido su tierra. (Una historia, posiblemente apócrifa, afirma que Cutlar dijo a Griffin, "Estaba comiéndose mis papas." Griffin respondió: "Es cosa suya mantener sus papas lejos de mi cerdo.") Cuando las autoridades británicas amenazaron con detener a Cutlar, los colonos americanos reclamaron protección militar.

## Escalada militar
El general brigadier William S. Harney, al mando del Departamento de Oregón, envió inicialmente 66 soldados estadounidenses del Noveno de Infantería al mando del Capitán George Pickett a la isla de San Juan con órdenes de impedir el desembarco de los británicos. Preocupados por la posibilidad de que una población de ocupantes estadounidenses comenzasen a establecerse la isla de San Juan si no se controlaba a los americanos, los británicos enviaron tres buques de guerra bajo el mando del Capitán Geoffrey Hornby para hacer frente a los americanos. Se hizo famoso el desafío de Pickett al decir: "Será un nuevo Bunker Hill", y pasó a estar en el centro de la atención nacional. La escalada continuó. El 10 de agosto de 1859, 461 estadounidenses con 14 cañones al mando del coronel Silas Casey se oponían a cinco buques de guerra británicos que montaban 70 cañones y transportaban 2.140 hombres. Durante este tiempo, no hubo disparos.
El gobernador de la colonia de la isla de Vancouver, James Douglas, ordenó al contralmirante británico Robert L. Baynes que la infantería de marina desembarcara en la Isla de San Juan y combatiera a los soldados estadounidenses al mando del General de Brigada Harney. (Las fuerzas de Harney ocupaban la isla desde el 27 de julio de 1859.) Baynes se negó y decidió que "una guerra entre dos grandes naciones por una disputa sobre un cerdo" era una tontería. Los comandantes locales de ambos bandos habían dado esencialmente las mismas órdenes: defenderse, pero bajo ningún concepto disparar el primer tiro. Durante varios días, los soldados británicos y los EE. UU. intercambiaron insultos, intentando cada bando provocar al otro para que hiciese el primer disparo, pero la disciplina se mantuvo por ambas partes, y por lo tanto no hubo disparos.

## Resolución
Cuando las noticias sobre la crisis llegaron a Washington y Londres, los funcionarios de ambas naciones se sorprendieron y tomaron medidas para calmar un incidente internacional potencialmente explosivo.
En septiembre, el presidente de EE. UU. James Buchanan envió al general Winfield Scott a negociar con el gobernador Douglas y resolver la creciente crisis. Esto era en el mejor interés de los Estados Unidos, dado que las tensiones regionales dentro del país iban en aumento, para luego culminar en la Guerra Civil. Scott había calmado dos crisis fronterizas entre los dos países en la década de 1830. Llegó a las Islas San Juan en octubre y comenzó las negociaciones con Douglas.
Como resultado de las negociaciones, ambas partes acordaron mantener la ocupación militar conjunta de la isla, hasta que se alcanzase una solución definitiva, reduciendo su presencia a una fuerza simbólica de no más de 100 hombres. El "Campamento Británico" se estableció en el extremo norte de la isla de San Juan a lo largo de la costa, para facilitar el suministro y el acceso, y el "Campamento Americano" fue creado en el extremo sur en un prado alto, azotado por el viento, apto para controlar mediante artillería la navegación. Hoy en día la bandera del Reino Unido todavía ondea sobre el "Campamento Británico", se iza y arría diariamente por los guardas del parque, por lo que es uno de los pocos lugares sin estatus diplomático en los que empleados del gobierno de EE. UU. regularmente izan la bandera de otro país.
Durante los años de ocupación militar conjunta, las pequeñas unidades británicas y norteamericanas en la isla de San Juan mantuvieron una vida social conjunta muy amistosa, visitando los unos los campamentos de los otros para celebrar sus fiestas nacionales respectivas y disputando diversas competiciones deportivas. Los guardas del parque explican a los visitantes que la mayor amenaza para la paz en la isla durante estos años fue "la gran cantidad de alcohol disponible".
Este estado de cosas continuó durante los siguientes 12 años. La disputa se resolvió pacíficamente, después de más de una década de enfrentamientos y bravatas militares, tiempo durante el cual las autoridades británicas locales presionaron constantemente a Londres para retomar toda la región de Puget Sound, ya que los americanos estaban ocupados en otra parte con la Guerra Civil. En 1871 el Reino Unido de Gran Bretaña e Irlanda y los Estados Unidos firmaron el Tratado de Washington, que trata de varias diferencias entre las dos naciones, incluidas las cuestiones fronterizas con el Dominio de Canadá recién formado. Entre los resultados del tratado fue la decisión de resolver el conflicto de San Juan mediante un arbitraje internacional, con el Káiser Guillermo I de Alemania como árbitro. Guillermo I remitió el asunto a una comisión de arbitraje de tres hombres que se reunió en Ginebra durante casi un año. El 21 de octubre de 1872, la Comisión se pronunció en favor de los Estados Unidos. El árbitro eligió el límite marino preferido por la parte americana a través del estrecho de Haro, al oeste de las islas, y no el que preferían los británicos en el estrecho de Rosario que se extiende más al este.
El 25 de noviembre de 1872, los británicos retiraron a sus reales infantes de marina del Campamento Británico. Los estadounidenses lo hicieron más tarde, en julio de 1874.
Los políticos canadienses y el pueblo canadiense, ya enojados con el Tratado de Oregón, constataron de nuevo que el Reino Unido no cuidaba debidamente de sus intereses, y Canadá buscó una mayor autonomía en los asuntos internacionales.
La Guerra del cerdo se recuerda en el San Juan Island National Historical Park.